# بروس أرمسترونغ
بروس أرمسترونغ (بالإنجليزية: Bruce Armstrong)‏ هو لاعب كرة قدم أمريكية أمريكي، ولد في 7 سبتمبر 1965 في ميامي في الولايات المتحدة.

## وصلات خارجية
- بروس أرمسترونغ على موقع مرجع كرة القدم المحترفة.كوم (الإنجليزية)